# Amfiteatru (revistă)
Revista Amfiteatru a fost înființată la București la 1 ianuarie 1966. A apărut lunar, cu mențiunea Revistă literară și artistică editată de Uniunea Asociațiilor Studențești din Republica Socialistă România, fiind organul de presă al cenaclului „Junimea”, condus de George Ivașcu.
Cea mai prestigioasă perioadă a revistei a fost între anii 1966 și 1968, când la conducere se afla Ion Băieșu, secondat de Adrian Păunescu și Fănuș Neagu. 
În perioada 1967-1970, Ana Blandiana a scris lunar în revista Amfiteatru o rubrică de eseuri despre poeții morți tineri, sub genericul Pururi tânăr, înveșmântat în manta-mi.
După evenimentele din Cehoslovacia, din 1968, care au pus capăt Primăverii de la Praga, revista a fost reorganizată, deoarece se considera că revista nu și-a atins scopul educativ, conform voinței ideologilor. La conducerea revistei a fost numit Gheorghe Achiței, și, chiar de la primul număr din 1969, se precizează Opțiunile fundamentale: Amfiteatru „își propune să devină, mai mult decât până acum, o revistă de atitudine marxistă în problemele de cultură din țara noastră”.
De la numărul 1/1974 devine Revistă literară și artistică editată de Uniunea Asociațiilor Studenților Comuniști din România. 